# Brumado
Brumado è un comune del Brasile nello Stato di Bahia, parte della mesoregione del Centro-Sul Baiano e della microregione di Brumado.
Il comune venne fondato l'11 giugno 1877 ed è oggi un centro minerario di grande importanza per l'estrazione di magnesite e talco.